# 明石様
明石様（あかしさま）は、日本の妖怪。
神奈川県横浜市保土ケ谷区に伝わる。1800年頃の乱心した殿様の霊。明石御前という名前で、どうしても人を斬りたかったが、家来たちから外に出てはいけないといわれているのに内緒で遊んでいた猟師の女の子を斬ったため、その父親の猟師によって殺されてしまった。このことから神奈川県横浜市の昔の子たちは親から「外に出ると明石様が出るから」ときつくしつけられていた。